# جیمز لیند
جیمز لیند، فلوشیپ انجمن سلطنتی ادینبورو (FRSE)، فلوشیپ کالج سلطنتی پزشکان ادینبورو (FRCPE)  (۴ اکتبر ۱۷۱۶– ۱۳ ژوئیه ۱۷۹۴) یک پزشک اسکاتلندی بود. او از پیشگامان بهداشت دریایی در نیروی دریایی سلطنتی بود . او با انجام یکی از اولین کارآزمایی‌های بالینی، این نظریه را توسعه داد که مرکبات بیماری اسکوربوت را درمان می‌کنند.
لیند در مورد مزایای بهداشتی تهویه بهتر در کشتی‌های نیروی دریایی، بهبود تمیزی بدن ملوانان، لباس‌ها و ملافه‌ها و بخور دادن زیر عرشه با گوگرد و آرسنیک مجادله کرد. همچنین پیشنهاد کرد که می‌توان با تقطیر آب دریا، آب شیرین به دست آورد. کار او اقدامات طب پیشگیرانه را توسعه داد و تغذیه را بهبود بخشید.

## اوایل زندگی
لیند در سال ۱۷۱۶ میلادی در ادینبورو، اسکاتلند در خانواده‌ای از بازرگانان به دنیا آمد که در آن زمان پدرش جیمز لیند سرپرستی می کرد. او یک خواهر بزرگتر داشت. وی در دبیرستان ادینبورو تحصیل کرد.
وی تحصیلات پزشکی خود را در سال ۱۷۳۱ میلادی به عنوان شاگرد جورج لنگلندز -یکی از اعضای انجمن جراحان که پیش از کالج سلطنتی جراحان ادینبورگ بود- آغاز کرد. در سال ۱۷۳۹ میلادی، به عنوان یک همکار جراح وارد نیروی دریایی شد و در دریای مدیترانه، سواحل غرب آفریقا و در هند غربی خدمت کرد. او در سال ۱۷۴۷ میلادی، جراح HMS Salisbury در ناوگان Channel Fleet شد و آزمایش خود را در مورد اسکوربوت در حالی که کشتی در حال گشت‌زنی در خلیج بیسکای بود، انجام داد. درست پس از آن گشت، او نیروی دریایی را ترک کرد، پایان‌نامه دکترای خود را در مورد بیماری‌های مقاربتی نوشت و مدرک خود را از دانشکده پزشکی دانشگاه ادینبورو دریافت کرد و مجوز طبابت در ادینبورو به او اعطا شد.

## میراث

### پیشگیری و درمان اسکوربوت
اسکوربوت بیماری ناشی از کمبود ویتامین ث است، اما در زمان لیند، مفهوم ویتامین ناشناخته بود. ویتامین C برای بافت همبند سالم ضروری است. در سال ۱۷۴۰ میلادی، نتیجه فاجعه‌بار دور زدن با کشتی ناخدا جورج آنسون توجه بسیاری را در اروپا به خود جلب کرد. از میان ۱۹۰۰ مرد، ۱۴۰۰ نفر مردند که مرگ اکثر آنها ناشی از اسکوربوت بودد. به گفته لیند، اسکوربوت بیشتر از سلاح‌های فرانسوی و اسپانیایی باعث مرگ‌و‌میر در ناوگان بریتانیا شد.
اثر ضد اسکوربوتیک مرکبات در برخی از نقاط جهان از دوران باستان و در انگلستان از قرن هفدهم مشخص شده بود. جان وودال (۱۶۴۳-۱۵۷۰)، یک جراح نظامی انگلیسی در شرکت هند شرقی بریتانیا، مرکبات را توصیه کرد  اما استفاده از آنها گسترده نشد. جان فرایر (۱۷۳۳-۱۶۵۰) نیز در سال ۱۶۹۸ به ارزش مرکبات در درمان ملوانان اسکوربوت اشاره کرد. اگرچه لیند اولین کسی نبود که مرکبات را به عنوان درمانی برای اسکوربوت پیشنهاد کرد، اما اولین کسی بود که تأثیر آن را با آزمایشی نظام‌مند در سال ۱۷۴۷ مطالعه کرد. این یکی از اولین آزمایش‌های بالینی کنترل‌شده در تاریخ بود که گزارش شده است، به‌ویژه به دلیل استفاده از گروه‌های کنترل.
لیند فکر می‌کرد اسکوربوت ناشی از پوسیدگی بدن است و اسیدها می‌توانند آن را برطرف کنند، بنابراین او یک مکمل غذایی اسیدی را در این آزمایش گنجاند. این کار پس از دو ماه حضور در دریا و زمانی که افراد داخل کشتی به بیماری اسکوربوت مبتلا شدند، آغاز شد. او دوازده ملوان اسکوربوتیک را به شش گروه دو نفره تقسیم کرد. همه آنها رژیم غذایی مشابهی دریافت کردند، به علاوه، گروه یک روزانه یک چهارم لیوان سرکه سیب، گروه دو بیست و پنج قطره الگزیر ویتریول (اسید سولفوریک)، گروه سه شش قاشق سرکه، گروه چهار نصف پیمانه آب دریا، گروه پنج دو پرتقال و یک لیمو و گروه آخر یک رب تند (spicy paste) به اضافه یک نوشیدنی آب جو نیز دریافت کردند. درمان گروه پنج پس از شش روز که میوه آنها تمام شد متوقف شد؛ در آن زمان یکی از ملوانان برای انجام وظیفه آماده بود در حالی که دیگری در مرحله بهبودی بود. به جز گروه پنجم، در گروه یک نیز اثراتی از درمان دیده شد.
مدت کوتاهی پس از این آزمایش، لیند از نیروی دریایی بازنشسته شد و به طور خصوصی به عنوان یک پزشک مشغول به کار شد. او  در سال ۱۷۵۳، رساله اسکوربوت را منتشر کرد، که تقریبا نادیده گرفته شد. وی در سال ۱۷۵۸، به عنوان پزشک ارشد بیمارستان سلطنتی نیروی دریایی هاسلار در گاسپورت منصوب شد. هنگامی که جیمز کوک به اولین سفر خود رفت، مخمر آب جو (۰/۱ میلی‌گرم ویتامین C در هر ۱۰ گرم)، کلم ترش (۱۵-۱۰ میلی‌گرم در ۱۰۰ گرم) و یک شربت، از پرتقال و لیمو (آب‌میوه حاوی ۶۰-۴۰ میلی‌گرم ویتامین C در هر ۱۰۰ گرم) به عنوان ضد اسکوربوتیک؛ اما، فقط نتایج آزمایش‌ها روی مخمر منتشر شد. در سال ۱۷۶۲ مقاله لیند در مورد مؤثرترین ابزار برای حفظ سلامتی دریانوردان منتشر شد. وی در آن کاشت سالاد - یعنی شاهی آبی (۴۳ میلی‌گرم ویتامین C در هر ۱۰۰ گرم)  - روی پتوهای مرطوب را توصیه کرده بود. این مورد عملی شد و در زمستان ۱۷۷۵ ارتش بریتانیا در آمریکای شمالی دانه خردل و شاهی را تامین کرد. با این حال لیند، مانند بسیاری از متخصصان پزشکی، معتقد بود که اسکوربوت از مواد غذایی بدهضم و گندیدگی غذا در بدن، آب بد، کار بیش از حد و زندگی در یک فضای مرطوب که از تعریق سالم جلوگیری می‌کند، به وجود می‌آید. بنابراین، در حالی که او فواید مرکبات را می‌شناخت (اگرچه با جوشاندن آن که ویتامین C را از بین می‌برد، تأثیر آن را ضعیف کرد)، هرگز آب مرکبات را به عنوان یک راه حل ساده ترویج نکرد. او معتقد بود که اسکوربوت علل متعددی دارد که به درمان‌های متعدد نیاز دارد.
مؤسسه پزشکی ساحلی همچنان بر این باور بود اسکوربوت یک بیماری ناشی از پوسیدگی و گندیدگی است که با تجویز الگزیر ویتریول، تزریق مخمر و سایر داروهایی که برای «حیات بخشیدن» طراحی شده‌اند قابل درمان است. تأثیر مرکبات قابل توضیح نبود؛بنابراین شواهد مربوط به آنها به عنوان اثبات نشده و غیرموثق رد شد. با این حال، در نیروی دریایی، تجربه، بسیاری از افسران و جراحان را متقاعد کرده بود که آب مرکبات پاسخی برای اسکوربوت است، حتی اگر دلیل آن ناشناخته باشد. با اصرار افسران ارشد به رهبری دریادار آلن گاردنر در سال ۱۷۹۴ میلادی، آب لیمو در سفینه سافولک در یک سفر بیست و سه هفته‌ای و بدون توقف به هند صادر شد. جیره روزانه دو سوم اونس مخلوط در مشروب الکلی مخلوط با آب تقریباً حاوی حداقل مصرف روزانه ۱۰ میلی گرم ویتامین C بود. شیوع جدی اسکوربوت وجود نداشت. این موضوع منجر به تقاضای گسترده برای آب لیمو شد، که ناشی از حمایت هیأت مراقبت از نیروی دریایی بیمار و زخمی بود که تعداد آنها اخیراً با پیوستن دو جراح نیروی دریایی که از آزمایش‌‌های لیند برای کاربرد مرکبات در اسکوربوت اطلاع داشتند، افزایش یافته بود. سال بعد، اداره نیروی دریایی توصیه هیأت را پذیرفت که آبلیمو به طور معمول برای کل ناوگان ارایه شود. یک اسکاتلندی دیگر، آرچیبالد منزیس، گیاهان مرکبات را به خلیج Kealakekua در هاوایی در نمایشگاه ونکوور آورد تا به نیروی دریایی کمک کند آن را در اقیانوس آرام دوباره عرضه کند. این پایان اسکوربوت در نیروی دریایی نبود، زیرا آب‌لیمو در ابتدا به قدری کم بود که فقط می‌توانستند آن را در آب‌های خانگی زیر نظر جراحان استفاده کنند و نه به‌عنوان پیشگیری. تنها پس از سال ۱۸۰۰ میلادی عرضه آب‌لیمو افزایش یافت، به طوری که، به اصرار دریاسالار لرد سنت وینسنت، ارایه عمومی آن آغاز شد.

### پیشگیری از تیفوس
لیند متوجه شد که تیفوس از طبقه بالای بیمارستانش - جایی که بیماران را حمام می‌کردند و به آنها لباس و ملافه تمیز می‌دادند- ناپدید شده است. با این حال، در طبقات پایینی که چنین اقداماتی انجام نمی‌شد، شیوع این بیماری بسیار زیاد بود. لیند توصیه کرد ملوان‌ها را برهنه کنند، اصلاح کنند، بشویند و لباس‌ها و ملافه‌ها را مرتباً تمیز کنند. پس از آن، دریانوردان بریتانیایی از تیفوس رنج نبردند و این موضوع موجب برتری قابل توجه نیروی دریایی بریتانیا نسبت به فرانسه شد.

### آب شیرین از دریا
در قرن هجدهم کشتی‌ها آب، صمغ و شیر را در بشکه می‌بردند. طبق مقررات و دستورالعمل‌های مربوط به خدمات سلطنتی در دریا، که در سال ۱۷۳۳ توسط اداره نیروی دریایی منتشر شده بود، ملوانان حق داشتند روزانه یک گالن آبجو ضعیف (۵/۶ گالن بریتانیایی، معادل گالن آمریکایی یا مدرن یا کمی بیشتر از سه و نیم لیتر) دریافت کنند.. از آنجایی که آبجو در فرآیند دم کردن جوشانده شده بود، برخلاف آب، به میزان قابل قبولی عاری از باکتری بود و ماه‌ها ماندگاری داشت. در دریای مدیترانه، شراب نیز صادر می‌شد که اغلب با براندی غنی می‌شد.
یک ناوچه با ۲۴۰ نفر، با انبار ذخیره‌ای به مدت چهار ماه، بیش از صد تن مایعات آشامیدنی را حمل می‌کرد. کیفیت آب به منبع آن، وضعیت بشکه‌ها و مدت نگهداری آن بستگی داشت. در مواقع عادی، ملوانان مجاز به برداشتن آب نبودند. وقتی آب کمیاب بود، جیره‌بندی می‌شد و باران با بادبان‌های پهن جمع‌آوری می‌شد. در صورت امکان در سفر نیز آب شیرین به دست می‌آمد، اما مکان‌های آبیاری اغلب باتلاقی و در مناطق استوایی آلوده به مالاریا بودند.
در سال ۱۷۵۹، لیند کشف کرد که بخار آب نمک گرم شده شیرین است. او پیشنهاد کرد که از انرژی خورشیدی برای تقطیر آب استفاده شود. اما تنها زمانی تولید آب شیرین از طریق تقطیر در مقیاس مفید امکان‌پذیر شد که در سال ۱۸۱۰ نوع جدیدی از اجاق‌های پخت‌و‌پز معرفی شد.

### بیماری گرمسیری
آخرین اثر لیند با عنوان «مقاله بیماری‌های عارضی اروپاییان در آب و هوای گرم، و روش پیشگیری از پیامدهای کشنده آنها» در سال ۱۷۶۸ منتشر شد. این اثر به علائم و درمان بیماری‌های گرمسیری می‌پرداخت که مختص پزشکی دریایی نبود و بیشتر به عنوان یک متن عمومی مورد استفاده پزشکان و مهاجران بریتانیایی بود. این «مقاله» پس از انتشار به مدت پنجاه سال به عنوان یک متن پزشکی در بریتانیا مورد استفاده قرار گرفت. هفت ویرایش این مقاله منتشر شد که دو نسخه آن پس از مرگ لیند بود.

## خانواده
لیند با ایزابلا دیکی (Isabella Dickie) ازدواج کرد و صاحب دو پسر به نام‌های جان (John) و جیمز (James) شد. وی در سال ۱۷۷۳ در خیابان پرنسز در خانه‌ای کاملاً جدید رو به قلعه ادینبورگ زندگی می‌کرد.
پسر بزرگتر، جان (۱۷۵۱-۱۷۹۴) فلوشیپ انجمن سلطنتی ادینبورو (FRSE)، در دانشگاه سنت اندروز در رشته پزشکی تحصیل کرد و در سال ۱۷۷۷ فارغ التحصیل شد، سپس در سال ۱۷۸۳ جانشین پدرش به عنوان پزشک ارشد در بیمارستان هاسلار شد. جیمز (۱۸۲۳-۱۷۶۵) نیز در نیروی دریایی بریتانیا مشغول به کار شد. پسر عموی او جیمز لیند (۱۸۱۲-۱۷۳۶) بود.
جیمز به درجه کاپیتانی رسید و به خاطر نقشش در نبرد ویزاگاپاتام در سال ۱۸۰۴ که به خاطر آن لقب شوالیه دریافت کرد، شهرت پیدا کرد.

## مرگ
لیند در سال ۱۷۹۴ به عنوان فرمانده شوالیه نشان حمام در گوسپورت در همپشایر درگذشت. او در حیاط کلیسای سنت مری در پورتچستر به خاک سپرده شد.

## به رسمیت شناختن

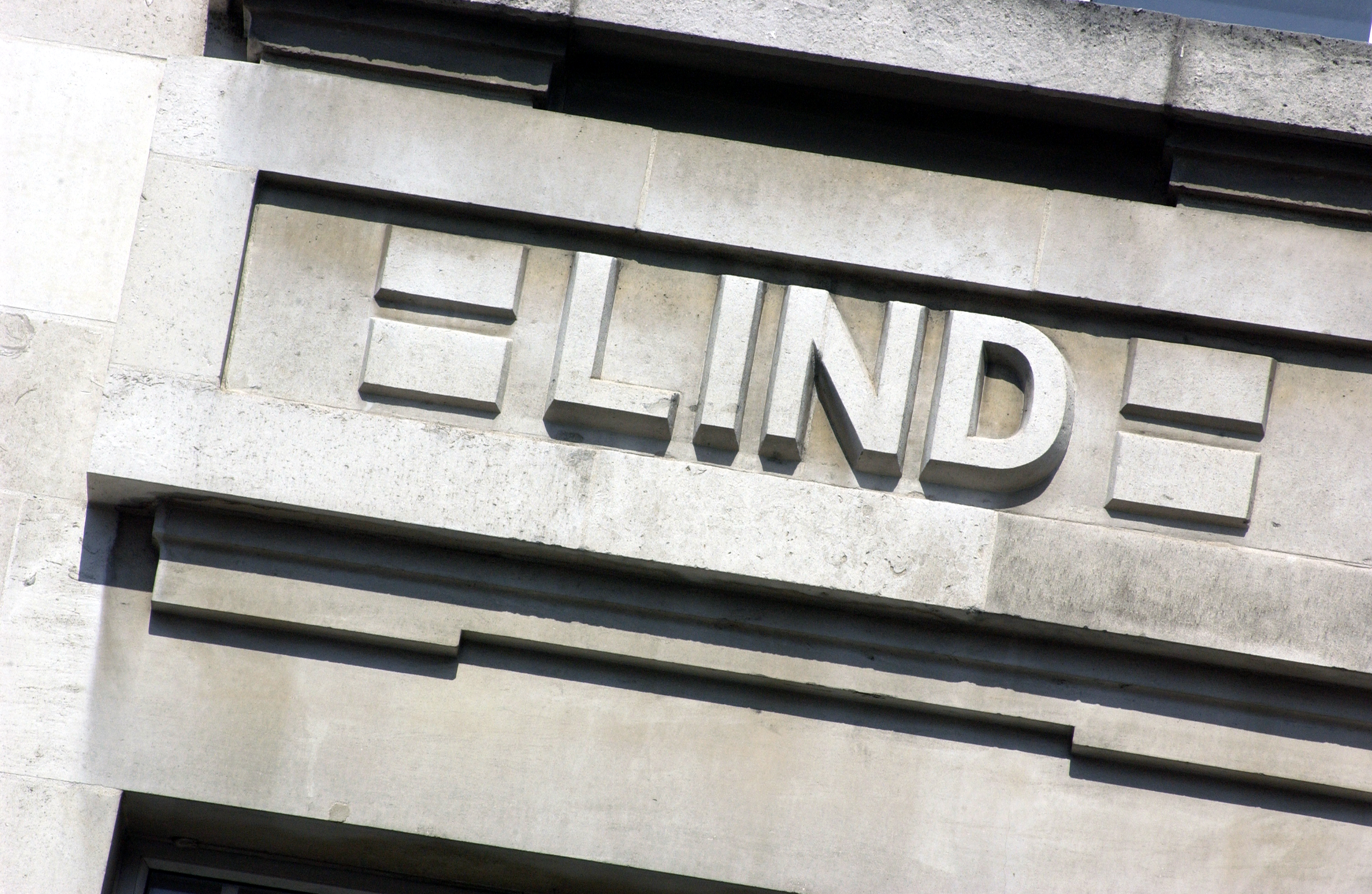
نام جیمز لیند در کتیبه دانشگاه LSHTM

لیندز یکی از بیست و سه نام موجود در ساختمان مدرسه بهداشت و پزشکی گرمسیری لندن (LSHTM) در خیابان کپل (Keppel Street) لندن است. اسامی توسط کمیته‌ای با نظام‌نامه‌ای ناشناخته انتخاب شدند که آنها را پیشگام در بهداشت عمومی و پزشکی گرمسیری می‌دانست. نشان یادبود جیمز لیند در سال ۱۹۵۳ در دانشکده پزشکی دانشگاه ادینبورگ، رونمایی شد. اتحادیه جیمز لیند به نام او نامگذاری شده است.